# Josef Mysliveček
Josef Mysliveček (Praga, 9 de marzo de 1737 – Roma, 4 de febrero de 1781) fue un compositor checo.

## Biografía

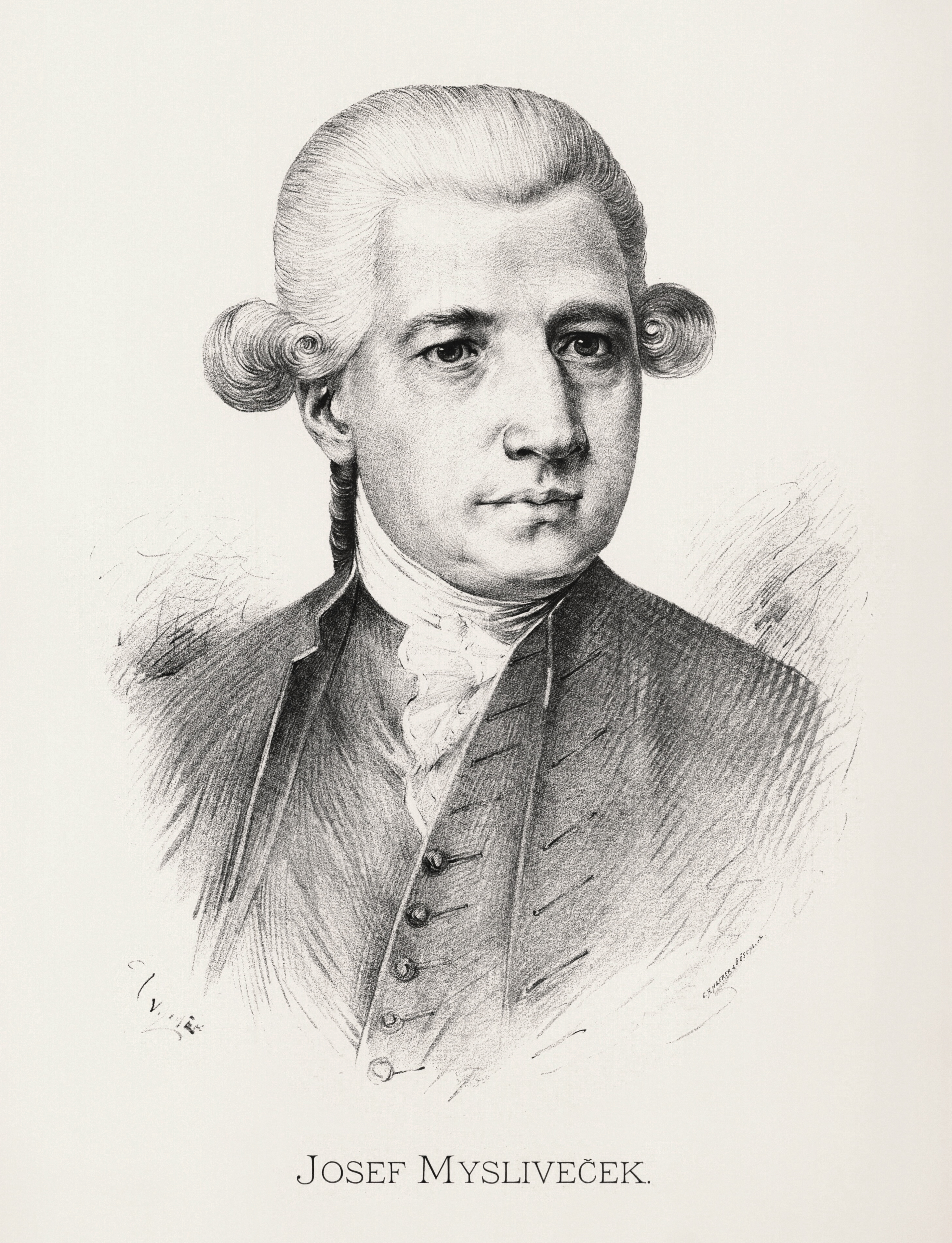
Retrato de Josef Mysliveček, obra de Jan Vilímek (1860 - 1938).

Nació en Praga y sus comienzos no hacían pensar que pudiera llegar a ser un importante compositor. Hijo de un molinero, fue junto con su hermano al liceo jesuita donde estudió ciencias técnicas y humanitarias. Su padre deseaba que continuaran el oficio y ambos obtuvieron el título de maestro molinero. Los dos hermanos aprenden la lectura, el cálculo, canto y música, en particular el violín. Josef se revelará como un violinista notable. 
Sin embargo, las inquietudes de Josef le encaminaron hacia otros derroteros. La entusiasta acogida en su ciudad natal de una serie de seis sinfonías que estrenó en 1762 le animó a dedicarse a la música. Se trasladó a Venecia después de recibir una beca del conde Vincent von Waldstein para estudiar con Giovanni Pescetti. Posteriormente decidió instalarse definitivamente en Italia, donde obtuvo un sonado reconocimiento y donde llegó a ser conocido como "El divino bohemio". Su nombre fue incluso traducido al italiano como Giuseppe Venatorini.
Estrenó su primera ópera, Il Bellerofonte, en Bérgamo hacia 1765 y tuvo gran éxito, especialmente teniendo en cuenta el alto nivel de exigencia del público italiano con los compositores extranjeros. En 1767 estrenó en Turín una ópera seria titulada Il trionfo di Clelia con libreto de Metastasio, y en 1769 en Venecia otra titulada Demofoonte, del mismo libretista.
En 1770 tuvo un encuentro con Wolfgang Amadeus Mozart en Bolonia, donde Mysliveček era miembro de la Academia Filarmónica. "Rebosa vida, fuego y espíritu", escribió Mozart en una de sus cartas. Son frecuentes las comparaciones entre el estilo musical del checo y los trabajos tempranos de Mozart.
En 1773 estrenó en Pavía la ópera seria  Demetrio; en 1774  Artaserse y en 1775 Ezio, ambas es Nápoles .
En 1776 estrenó en Florencia su ópera  Adriano in Siria; y en 1778 en Nápoles,  L'Olimpiade, ambas con libreto de Metastasio.
La fama de Mysliveček se extendió más allá de las fronteras de Italia. Fue ampliamente representado en Múnich y también en la corte de Portugal donde sus operas fueron cuidadosamente copiadas a mano y conservadas, disfrutando hoy día de una de las colecciones más extensas de partituras del autor. 
Sin embargo, sus últimas obras fueron un fracaso. Muere en Roma en 1781; pobre y afectado por la sífilis, (si bien ciertas investigaciones afirman que contrajo gangrena debido a un accidente en el viaje a Múnich invitado por el Príncipe-Elector del Palatinado Maximiliano I) su rostro quedó desfigurado, llegando al límite de extirparle la nariz. 
Sir Brady, su amigo y alumno inglés, fue quien sufragó los gastos financieros tras la muerte del compositor, ya que decidió inhumarlo en la Basílica de San Lorenzo in Lucina, dónde le erigió un monumento conmemorativo, en la actualidad desaparecido.
En total escribió cerca de veinte óperas, incluyendo Idomeneo y  La clemencia de Tito (con los mismos temas que las homónimas de Mozart), Abramo et Isacco, Nitteti y la ya mencionada Il Bellerofonte. Entre el resto de piezas encontramos oratorios, sinfonías, conciertos y música de cámara.
A menudo se le considera como el padre de la ópera checa, aunque realmente sus características están más fuertemente emparentadas con la ópera italiana.

## Obras

### Óperas
- Il Bellerofonte (1767 Nápoles)
- Farnace (1767 Nápoles)
- Il trionfo di Clelia (1767 Turín)
- Il Demofoonte (1769 Venecia)
- Ipermestra (1769 Florencia)
- La Nitteti (1770 Bolonia)
- Motezuma (1771 Florencia)
- Il gran Tamerlano (1771 Milán)
- Il Demetrio (1773 Pavía)
- Romolo ed Ersilia (1773 Nápoles)
- Antigona (1773 Turín)
- La clemenza di Tito (1773 Venecia)
- Atide (1774 Padua)
- Artaserse (1774 Nápoles)
- Il Demofoonte (1775 Nápoles)
- Ezio (1775 Nápoles)
- Adriano in Siria (1776 Florencia)
- Ezio (1777 Múnich)
- La Calliroe (1778 Nápoles)
- L'Olimpiade (1778 Nápoles)
- La Circe (1779 Venecia)
- Il Demetrio (1779 Nápoles)
- Armida (1779 Milán)
- Medonte (1780 Roma)
- Antigono (1780 Roma)

### Melodrama
- Theoderich und Elisa (1778)

### Música Orquestal
45 sinfonías.